# ادی کار
ادی کار (انگلیسی: Eddie Carr; ۳ اکتبر ۱۹۱۷ – ۱۹۹۸ (۸۰−۸۱ سال)) فوتبالیست اهل بریتانیا بود.
از باشگاه‌هایی که در آن بازی کرده‌است می‌توان به باشگاه فوتبال برادفورد سیتی، باشگاه فوتبال آرسنال، باشگاه فوتبال نیوپورت کانتی، و باشگاه فوتبال هادرزفیلد تاون اشاره کرد.